# Katelysia
Katelysia је род слановодних морских шкољки из породице Veneridae, тзв, Венерине шкољке.

## Врстре
Према WoRMS
- Katelysia lunulata Marwick, 1931 †
- Katelysia peronii (Lamarck, 1818)
- Katelysia rhytiphora (Lamy, 1935)
- Katelysia scalarina (Lamarck, 1818)

- Katelysia enigma Iredale, 1936 прихваћен као Katelysia rhytiphora (Lamy, 1935)
- Katelysia eugibba Zhuang, 1964 прихваћен као Marcia hiantina (Lamarck, 1818)
- Katelysia hiantina (Lamarck, 1818) прихваћен као Marcia hiantina (Lamarck, 1818)
- Katelysia marmorata (Lamarck, 1818) прихваћен као Marcia recens (Holten, 1802)
- Katelysia rimularis (Lamarck, 1818) прихваћен као Marcia hiantina (Lamarck, 1818)
- Katelysia victoriae (Tenison Woods, 1878) прихваћен као Katelysia peronii (Lamarck, 1818)